# Ottenburg (Belgien)
Ottenburg ist ein Dorf im flämischen Teil Belgiens in der Provinz Flämisch-Brabant und ist in der Nähe der innerbelgischen französisch-niederländischen Sprachgrenze gelegen. Ottenburg ist eine Teilgemeinde von Huldenberg und zählt etwa 2000 Einwohner.

## Landschaft
Die Landschaft um Ottenburg ist geprägt von leichten Erhebungen mit Äckern und Weideland. Es gibt auch bewaldete Gebiete. Das abwechslungsreiche Landschaftsbild macht das Gebiet um Ottenburg sehr interessant für Wanderer und Fahrradfahrer.

## Sehenswürdigkeiten
Ottenburg ist ein ländliches Dorf und besitzt einige, teils unter Denkmalschutz stehende, Bauernhöfe. Daneben ist noch die Sint-Nicolaaskirche mit ummauerten Friedhof zu erwähnen. Des Weiteren muss das Gebiet 'de Tomme' genannt werden, welches ein durch Menschenhand angelegter Hügel und heute ein geschütztes Gebiet mit archäologischer Bedeutung ist. Dieser Hügel ist 120 m lang, 25 m breit und mehr als 3 m hoch und hat noch längst nicht alle seine Geheimnisse preisgegeben. Das genaue Alter von diesem Monument oder wer es aus welchem Zweck errichtet hat, ist noch immer unbekannt.

## Bekannte Einwohner
In Ottenburg lebte während seiner Jugend Paul Splingaerd, der später in China ein Mandarin wurde.